# Malhação
Malhação – brazylijska opera mydlana, emitowana od 24 kwietnia 1995 r. do 3 kwietnia 2020 r. Serial był przeznaczony raczej dla młodej widowni. 

## Krótki opis
Była to jedna z niewielu oper mydlanych w Ameryce Południowej. Początkowo akcja serialu rozgrywała się w fikcyjnym Malhação w Barra da Tijuca, w Rio de Janeiro. Do końca serialu w 2020 roku miejsce akcji zmieniło się kilka razy.

## Obsada
- Edvana Carvalho jako Bete da Conceição: 528 odcinków[1]
- Leo Jaime jako Nando (Fernando Rocha): 508
- Jéssica Lobo jako Fabi (Fabiana Costa): 508
- Odilon Wagner jako Heideguer Schneider: 485
- Helena Fernandes jako Lucrécia Gardel: 479
- Eduardo Galvão jako Jorge Almeida: 478
- Laryssa Ayres jako Jéssica Ramos: 430
- Amanda de Godoi jako Nanda (Fernanda Tetel): 430
- Gabriel Kaufmann jako Arthur Campelo: 430
- Cynthia Senek jako Krica (Maria Cristina da Silva): 430
- Aline Dias jako Maná: 408
- Mário Frias jako Renê Spinelli: 381
- Nego do Borel jako Cleyton da Silva: 378
- André Marques jako Mocotó: 354
- Juliana Martins jako Bella: 346
- Danni Suzuki jako Roberta Fraga: 338
- Brenno Leone jako Roger Veiga: 337
- Murilo Elbas jako Aurelio: 331
- Luca Rodrigues jako Henrique Luiz: 330
- Julia Melim jako Luana: 328
- Flávio Baiocchi jako reżyser telewizyjny: 326
- Rafael Almeida jako Gustavo Bergantin: 325
- Sophie Charlotte jako Angelina: 324
- Francisco Vitti jako Filipe Tinoco: 318
- Danielle Winits jako Marcela Porto: 317
- Fábio Cadôr jako policjant: 308
- Ana Rios jako Bárbara Boaz: 291
- Edmilson Barros jako Lincoln Oliveira: 289
- Juliana Baroni jako Cacau: 289
- Guilherme Piva jako Ed (Edgard de Monmart): 287